# Arne Brandhild
Karl Arne Brandhild, född 4 augusti 1933 i Katarina församling i Stockholm, död 22 januari 1988 i Enskede, var en svensk fotograf, producent, regissör, manusförfattare och filmklippare.
Brandhild är gravsatt i minneslunden på Skogskyrkogården i Stockholm.

## Producent i urval
- 1971 – 47:an Löken
- 1972 – 47:an Löken blåser på
- 1972 – AWOL – avhopparen
- 1974 – Rapport från Stockholms sexträsk

## Filmfoto i urval
- 1966 – Trettio pinnar muck
- 1967 – Drrapå - kul grej på väg till Götet
- 1968 – Agent 0,5 och kvarten – fattaruväl!
- 1970 – De många sängarna
- 1971 – 47:an Löken
- 1972 – Strandhugg i somras
- 1974 – Inkräktarna
- 1974 – Rapport från Stockholms sexträsk
- 1977 – Ta mej i dalen
- 1980 – Attentatet

## Regi
- 1974 – Rapport från Stockholms sexträsk